# Xylocopa andica
Xylocopa andica är en biart som beskrevs av Günther Enderlein 1913. Xylocopa andica ingår i släktet snickarbin, och familjen långtungebin. Inga underarter finns listade i Catalogue of Life.